# ハラベ・タパティオ

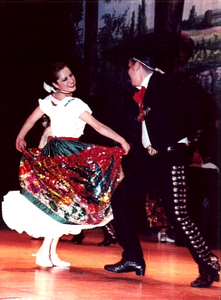
ハラベ・タパティオを踊る男女

ハラベ・タパティオ (Jarabe Tapatío) は、メキシコ・ハリスコ州発祥の民族舞踊および楽曲である。メキシカン・ハット・ダンスとも呼ばれる。メキシコを象徴するダンスとしてメキシコ内外で広く知られている。また、マリアッチによって演奏されることも多い。
通常、一組から数組の男女によって踊られる。男性は手を後ろに組みながら、女性はスカートを振りながら踊る。
「ハラベ」はダンスの一種で、「ハーブの混合物」を意味するアラビア語の単語 "Xarab" から、 「タパティオ」はグアダラハラの人々に対する愛称 "Tapatío" から来ている。
同じくメキシコ発祥で、ダンスやメロディーが類似しているラ・ラスパ (La Raspa) と混同されることがある。
キダ・タロー作曲の「アホの坂田」は、冒頭部分を本楽曲から引用している。また、アメリカのテレビアニメ『アニマニアックス』の楽曲「世界数え歌」も、一部本楽曲のメロディーを引用している。
この曲は、NHKの『みんなのうた』でもタイトルを変更した上で取り上げられた。岩谷時子が作詞を、小野崎孝輔が編曲を、西六郷少年少女合唱団が歌唱を担当したこのバージョンは「メキシコのダンス」（メキシカン・ハット・ダンス）と題し、1970年12月から1971年1月まで同番組で放送された。この曲を取り上げた回は再放送されておらず、みんなのうた発掘プロジェクトで本放送からの録音音声が視聴者から提供されたものの、当時放送に使用していた実写映像については得られていない。